# 大木町 (津島市)
大木町（だいぎちょう）は、愛知県津島市の地名。

## 地理
津島市北東部に位置する。東は神守町、西は光正寺町、南は神守町、北は蛭間町に接する。

## 歴史

### 町名の由来
『尾張国地名考』では、元は「苗城」であったものが、「ないき」、「だいき」と転じたとしている。

### 人口の変遷
国勢調査による人口および世帯数の推移。
| 1995年（平成7年）  | 87世帯 280人  |  |
| 2000年（平成12年） | 94世帯 292人  |  |
| 2005年（平成17年） | 101世帯 286人 |  |
| 2010年（平成22年） | 84世帯 265人  |  |
| 2015年（平成27年） | 84世帯 239人  |  |

### 沿革
- 江戸時代には尾張国海東郡の尾張藩領清洲代官所支配の大木村として所在[1]。
- 1889年（明治22年） - 野間村大字大木となる[1]。
- 1906年（明治39年） - 神守村大字大木となる[1]。
- 1955年（昭和30年）1月1日 - 津島市大木町となる[1]。

## 施設
- 神明社[2]
- 真宗大谷派西運寺[2]

### WEB
1. ↑  “愛知県津島市の町丁・字一覧”.   人口統計ラボ. 2023年3月12日閲覧。
2. ↑  総務省統計局 (2017年1月27日). “平成27年国勢調査の調査結果(e-Stat) - 男女別人口及び世帯数 －町丁・字等” (CSV). 2021年7月21日閲覧。
3. ↑  “愛知県津島市の郵便番号一覧”.   日本郵便. 2023年3月11日閲覧。
4. ↑  “市外局番の一覧” (PDF).   総務省 (2022年3月1日). 2022年3月22日閲覧。
5. ↑  総務省統計局 (2014年3月28日). “平成7年国勢調査の調査結果(e-Stat) - 男女別人口及び世帯数 －町丁・字等” (CSV). 2021年7月20日閲覧。
6. ↑  総務省統計局 (2014年5月30日). “平成12年国勢調査の調査結果(e-Stat) - 男女別人口及び世帯数 －町丁・字等” (CSV). 2021年7月20日閲覧。
7. ↑  総務省統計局 (2014年6月27日). “平成17年国勢調査の調査結果(e-Stat) - 男女別人口及び世帯数 －町丁・字等” (CSV). 2021年7月21日閲覧。
8. ↑  総務省統計局 (2012年1月20日). “平成22年国勢調査の調査結果(e-Stat) - 男女別人口及び世帯数 －町丁・字等” (CSV). 2021年7月21日閲覧。
9. ↑  総務省統計局 (2017年1月27日). “平成27年国勢調査の調査結果(e-Stat) - 男女別人口及び世帯数 －町丁・字等” (CSV). 2021年7月21日閲覧。

### 書籍
1. 1 2 3 4 5 6  「角川日本地名大辞典」編纂委員会 1989, p. 758.
2. 1 2 3 4  「角川日本地名大辞典」編纂委員会 1989, p. 1726.